# V.I.P. (serie televisiva)
V.I.P. (Vallery Irons Protection) è una serie televisiva statunitense prodotta per quattro stagioni, dal 1998 al 2002.
In Italia la serie è stata trasmessa dal 17 settembre 2007 al 6 giugno 2009 su Italia 1.

## Trama
Vallery Irons, una dipendente di fast food, sventa per puro caso un attentato organizzato contro un personaggio famoso, e da quel momento si spaccia per una guardia del corpo di professione. Inizia così ad essere richiesta da vari personaggi televisivi americani che puntano sulla sua, in realtà nulla, esperienza, ma grazie all'aiuto di alcuni coraggiosi collaboratori fonderà la VIP Protection, un'agenzia che fornisce protezione 24 ore su 24.

## Episodi
| Stagione         | Episodi | Prima TV originale | Prima TV Italia |
| ---------------- | ------- | ------------------ | --------------- |
| Prima stagione   | 22      | 1998-1999          | 2007            |
| Seconda stagione | 22      | 1999-2000          | 2007            |
| Terza stagione   | 22      | 2000-2001          | 2008            |
| Quarta stagione  | 22      | 2001-2002          | 2009            |

## Premi
- 1999 - Primetime Emmy Awards
  - Nomination Miglior Sigla
- 2002 - Daytime Emmy Award
  - Outstanding Single Camera Editing
  - Altre 2 nomination

## Altri media
Tra il 2001 e il 2002, la serie ha avuto un videogioco ad essa ispirato, sviluppato dalla Ubisoft e pubblicato per Microsoft Windows, PlayStation, PlayStation 2, Game Boy Color e Game Boy Advance.